# Эбеляхская губа
Эбеляхская губа — залив у юго-восточного берега моря Лаптевых. Расположен между мысом Святой Нос и полуостровом Широкостан. Открыт к северо-западу, вдается в материк на 26 км. Ширина у входа 37 км. Глубина до 11 м.
На берегу губы тундровая растительность. В южной части берег низкий илистый. В северной части крутой высотой до 387 м (мыс Святой Нос). В залив впадают реки Суруктах, Урюнг-Хастах, Адаргайдах, Экекей. Назван по притоку Суруктаха — реки Эбелях. На побережье находится полярная станция Мыс Святой Нос и урочище Серкина.
В районе губы расположена озёрно-болотная местность. Крупнейшее из озёр — озеро Бустах в 37 км от берега.
Административно залив входит в Республику Саха России.